# Solar Keymark
Das Solar Keymark ist ein Qualitätslabel für solarthermische Produkte, insbesondere Sonnenkollektoren, auf der Basis europäischer Normen.
Das Zertifizierungsprogramm basiert auf einer Typprüfung der Produkte und einer Fertigungskontrolle. Das Keymark für solarthermische Produkte soll Kunden bei der Auswahl von Sonnenkollektoren und Solaranlagen, die den europäischen Normen entsprechen, unterstützen. Zertifizierungen für das Solar Keymark sind seit Anfang 2003 möglich.
Es gibt diese Zertifizierungsstellen:
- DIN CERTCO
- CERTIF
- ELOT
- KIWA

Als Anlage zum Solar Keymark-Zertifikat wird üblicherweise die „Kurzfassung EN 12975 Test Ergebnisse“ veröffentlicht. Die Seite 1 (auch Datenblatt genannt) enthält technische Angaben zum Kollektor, so z. B. die Aperturfläche, Außenmaße, Kollektorleistungsparameter und andere Faktoren. Ebenfalls sind auch der Kollektorprüfbericht und das Prüflabor benannt, aus denen die angegebenen Werte stammen. Auf Seite 2 (auch Datenblatt 2 genannt), wird der jährliche Kollektoroutput in kWh gestaffelt nach unterschiedlichen Einsatzorten für Athen, Davos, Stockholm und Würzburg angegeben.